# Premier Manager 2
Premier Manager 2  è un videogioco di calcio sviluppato dalla Gremlin Interactive nel 1993 per computer e nel 1994 per console. Il gioco permette all'utente di gestire una squadra di calcio dal punto di vista organizzativo e di controllare i singoli giocatori durante le partite di campionato. Il gioco è il seguito di Premier Manager.